# Huilong (köping i Kina, Hunan)
Huilong (kinesiska: 回龙, 回龙镇) är en köping i Kina. Den ligger i provinsen Hunan, i den södra delen av landet, omkring 240 kilometer sydväst om provinshuvudstaden Changsha.
Genomsnittlig årsnederbörd är 1 613 millimeter. Den regnigaste månaden är maj, med i genomsnitt 233 mm nederbörd, och den torraste är oktober, med 38 mm nederbörd.